# هنري إلينبيرغر
هنري إلينبيرغر هو مؤرخ طبي ‏ وطبيب نفسي كندي، ولد في 6 نوفمبر 1905 في رودسيا الجنوبية، وتوفي في 1 مايو 1993 في كيبك في كندا.

## وصلات خارجية
- هنري إلينبيرغر على موقع الموسوعة البريطانية (الإنجليزية)